# Hosokawa (Klan)

Altes Hosokawa-Wappen

Wappen der Yoriharu-Linie

Die Hosokawa  (japanisch 細川氏, Hosokawa-shi), die sich über Ashikaga Yoshiyasu von den Seiwa Genji ableiteten, waren über Jahrhunderte eine bedeutende Familie des japanischen Schwertadels (Buke).

## Zur Familie
Yoshiyasus Urenkel Yoshisue (義康; 1127–1157) war der erste, der sich Hosokawa nannte, nach dem Familienbesitz, dem Bezirk Hosokawa, in der Provinz Mikawa. Während des Ashikaga-Shogunats waren die Hosokawa neben den Shiba und den Hatakeyama eine der drei Familien (三管領, sankanrei), aus denen die Gouverneure von Kyōto, die Kyōto Kanrei, als Statthalter der Shogune gewählt werden konnten.

## Die Hosokawa
- Kimiyori (公頼) hatte vier Söhne
  - 1. Kazuuchi (和氏)
    - Kiyouchi
      - Yorikazu

    - Kiyouchi (清氏), Sohn von Kazuuji

  - 2. Yoriharu (頼春; 1290–1352)
    - Yoriyuki (頼之; 1329–1392), 1. Sohn von Yoriharu
    - Yorimoto (頼元; 1343–1397), 2. Sohn von Yoriharu
      - Mitsumoto (満元; 1378–1442), Sohn von Yorimoto
        - Mochiyuki (持之; 1400–1442), Sohn von Mitsumoto
          - Katsumoto (勝元; 1430–1473), Sohn von Mochiyuki
            - Masamoto (政元; 1466–1507), Sohn von Katsumoto
              - Takakuni (高國; 1484–1531), 1. adoptierter Sohn von Masamoto
              - Sumimoto (澄元; 1489–1520), 2. adoptierter Sohn von Masamoto, Sohn von Yoshiharu
                - Harumoto (晴元; 1514–1563), Sohn von Sumimoto
                  - Akimoto (昭元) bzw. Nobuyoshi (信良; † 1615 ?), war ein Sohn Harumotos, kam wie sein Vater auf der Burg Akutagawa (芥川城; Provinz Settsu) ins Gefängnis. Nachdem Oda Nobunaga 1568 die Provinz eingenommen hatte, überließ er ihm zwei Kreise in der Provinz Tamba. Als Toyotomi Hideyoshi zur Macht kam, nahm er Akimoto die Gebiete wieder weg. Es ist unklar, wie Akimoto endete.

Mit dem Tode Akimotos erlosch der Daimyō-Status der frühen Hosokawa.
- -     -       -         -           -             -               - Sumiyuki (澄之; † 1597), 3. adoptierter Sohn von Masamoto

    - Yorimochi, 3. Sohn von Yoriharu
      - Yorinaga
        - Mochiari
          - Noriharu (教春)
            - Tsuneari
              - Masaari
                - Motoari
                  - Mototsune (元常)
                    - Fujitaka (藤孝; 1534–1610) siehe unten Higo-Hosokawa

  - 3. Morouji (師氏)
    - Ujiharu (氏春), Sohn von Morouji

  - 4. Yorisada (頼貞)
    - Akiuji (顯氏; † 1352), Sohn von Yorisada
    - Jōzen (定禅), Sohn von Yorisada

- weitere Mitglieder, die noch oben angeschlossen werden müssen:
- Mochiharu (持春; 1400–1466)
  -     - Masaharu (政春; 1456–1518)

- Shigeyuki (成之; 1443–1511)
  - Yoshiharu (義春; 1468–1495)

## Higo-Hosokawa

Familienwappen der Higo-Hosokawa: Neun Himmelskörper (細川九曜)

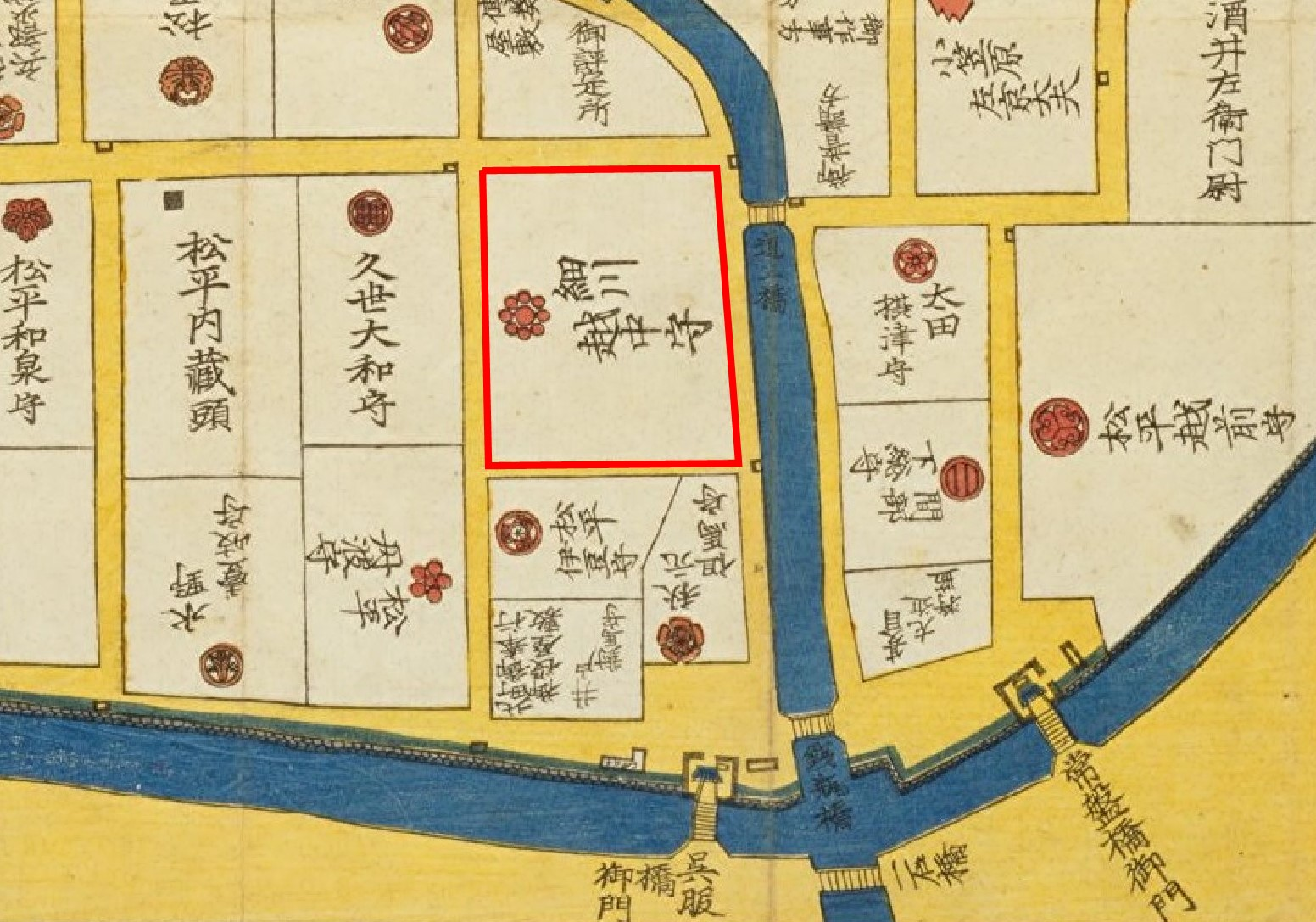
Residenz Kutsuki in Edo

Die Higo-Hosokawa (肥後細川家, Higo Hosokawa-ke), meist einfach Hosokawa genannt, setzten die Hosokawa-Linie fort, beginnend mit Fujitaka, einem Adoptivsohn des Hosokawa Mototsune (細川元常). Mit einem Einkommen von 540.000 Koku gehörten die Hosokawa zu den ganz großen Tozama-Daimyō der Edo-Zeit.

### Genealogie
- Fujitaka (藤孝 auch 幽斎, Yūsai (1534–1610))
  - Tadaoki (忠興; 1563–1646), Ehemann der Hosokawa Gracia
    - Tadatoshi (忠利; 1586–1641), legte den Suizenji-Park an
      - Mitsunao (光尚; 1616–1650)
        - Tsunatoshi (綱利; 1643–1717)  (1)
        - Toshishige (利重; 1647–1687)  (2)

    - Tatsutaka (立孝; 1615–1645)
      - Yukitaka (行孝; 1637–1690)
        - Aritaka (有孝; 1676–1730)  (3)

  - Okimoto (興元; 1647–1687)
    - Okimasa (興昌; 1647–1687)
      - Okitaka (興隆; 1647–1687)
        - Okichika?  (4)

Während die Nebenlinien sich mit einem Festen Haus (陣屋, jin’ya) begnügten, überließen die Hosokawa die ihnen zugefallenen Burg Yatsushiro (八代城) dem Hausältesten Matsui und seiner Familie.
Die Hosokawa-Familie unterhält in Tokio ein Museum mit historischen Familienbesitz, das Eisei Bunko (永清文庫). Das Museum mit seinen 6000 Objekten aus sieben Jahrhunderten (darunter acht Nationalschätze) und 48.000 Schriftstücken ist öffentlich zugänglich.
Derzeitiger (18.) Chef des Hauses ist Hosokawa Morihiro (* 1938), der zwischen 1993 und 1994 der 79. Premierminister Japans war.